# Canal navigable de Berlin-Spandau
Le canal navigable de Berlin-Spandau (en allemand : Berlin-Spandauer Schifffahrtskanal) est un canal allemand situé dans le land de Berlin. Il a été construit entre 1848 et 1859 à partir des plans de Peter Joseph Lenné et était autrefois connu sous le nom de canal Hohenzollern (en allemand : Hohenzollernkanal). 

## Géographie
Le canal fait 12,1 kilomètres et relie la Havel, au nord de Spandau, à la Spree, au niveau de la gare centrale de Berlin. Il rejoint la Havel en amont de l'écluse de la rivière à Spandau et constitue donc une route plus directe entre la Spree et le canal Oder–Havel.
Le Westhafen, qu'est le plus grand port berlinois d'une superficie de 173 000 m2, se trouve sur le canal navigable Berlin-Spandau à quelque 4 kilomètres de son extrémité orientale (la Spree). Le  canal de Westhafen et le canal de Charlottenbourg permettent aussi de connecter le port à la Spree, plus en aval à Charlottenbourg.